# South Park (gra komputerowa)
South Park – gra komputerowa typu FPS stworzona w 1998 przez Iguana Entertainment i wydana przez Acclaim Entertainment. Wykorzystuje silnik graficzny używany także w Turok 2: Seeds Of Evil. Jest oparta na serialu Miasteczko South Park.

## Historia
Gigantyczna asteroida zbliżyła się do Ziemi, co spowodowało serię dziwnych zdarzeń, a miasteczko South Park zostało zaatakowane przez gigantyczne indyki i innych wrogów. Głównymi bohaterami jest czwórka postaci znanych z serialu – to Kyle, Kenny, Cartman oraz Stan.

## Rozgrywka
Gra jest strzelanką pierwszoosobową i w przeciwieństwie do serialu, na którym bazuje, jest całkowicie bezkrwawa. Wśród broni, którymi mogą posługiwać główni bohaterowie, znajdują się kulki śnieżne, karabinek na lotki maszynowe, gumowe piłki, czy „wyrzutnia przepychaczek do sedesów”. Dodatkowo gra zawiera również trudnych do pokonania bossów.

## Oprawa
Grafika w grze jest w pełni trójwymiarowa i bazuje na dwuwymiarowym świecie z kreskówki. Głosów postaciom użyczyli znani z oryginału Trey Parker, Matt Stone, czy Isaac Hayes.